# Phragmanthera sterculiae
Phragmanthera sterculiae là một loài thực vật có hoa trong họ Loranthaceae. Loài này được (Hiern) Polhill & Wiens miêu tả khoa học đầu tiên năm 1992.